# Aimaq (Sprache)
Aimaq, eigentlich Aimaqi (persisch ايماقى, DMG aimāqī), ist eine Dialektform der persischen Sprache und Muttersprache der Aimaken. Aimaq wird im zentralen und nordwestlichen Afghanistan und von einer Minderheit im östlichen Iran nahe der afghanischen Grenze gesprochen.

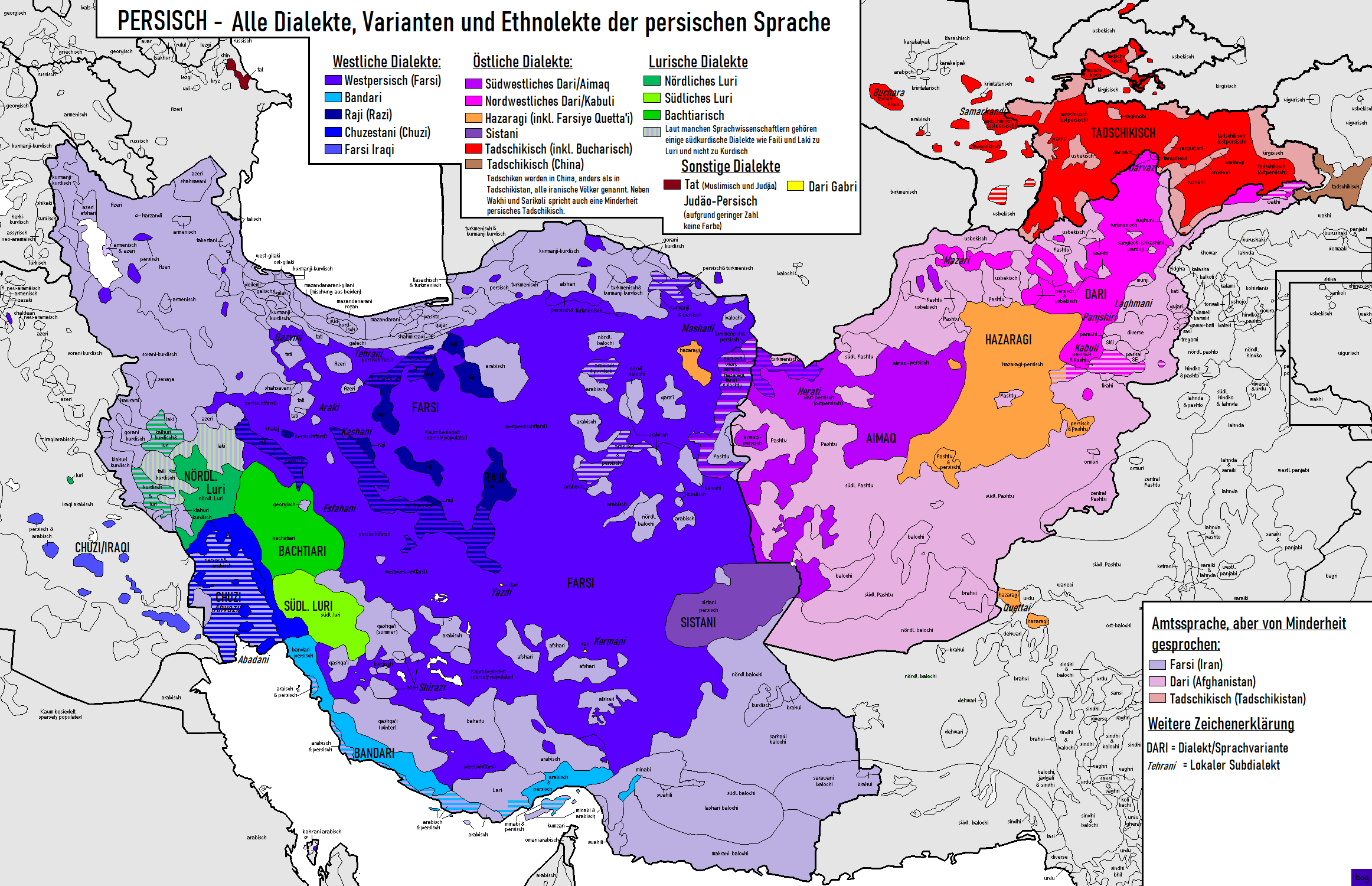
Persische Dialekte, Aimaq ist lila

Sie besitzt keinen amtlichen Status und gehört wie zum Beispiel das Tadschikische zum Persischen, das in Afghanistan auch Dari genannt wird. Es gibt nur leichte phonetische Unterschiede zu anderen persischen Dialekten. 

## Mundarten
Zu den aimakisch-persischen Mundarten gehören:
- Changezi
- Firozkohi
- Jamshidi
- Maliki
- Mizmast
- Taimani
- Taimuri (Timuri)
- Zainal
- Zohri (Zuri)